# Eurocopter EC145
Eurocopter EC145 – lekki śmigłowiec wielozadaniowy, wyposażony w dwa silniki turbowałowe, produkowany przez Eurocopter Group. Pierwotnie oznakowany jako BK 117 C2 stanowi wersję rozwojową maszyny BK 117 opracowanej i produkowanej w kooperacji przez niemiecki koncern Messerschmitt-Bölkow-Blohm (MBB) i Kawasaki Heavy Industries. Po roku 1992, w którym doszło do połączenia (MBB), produkującego śmigłowce oddziału Daimler-Benz z Aérospatiale-Matra i utworzenia Grupy Eurocopter, otrzymał obecną nazwę. W zależności od konfiguracji, EC145 może zabrać na pokład do 9 osób i 2-osobową załogę. Sprzedawany jako uniwersalna maszyna do transportu pasażerskiego, śmigłowiec dyspozycyjny dla firm, lotniczego ratownictwa medycznego (HEMS) i służb publicznych (np. w Niemczech użytkuje go policja).

## Historia
Od połowy lat 90 XX wieku opracowywano powiększoną wersję śmigłowca rodziny BK 117, która jest sprzedawana przez Eurocopter Group jako Eurocopter EC145, a przez Kawasaki (KHI) jako BK 117 C-2. Oblot maszyny odbył się 12 czerwca 1999 w Donauwörth. Maszyna otrzymała dopuszczenie do lotów w Niemczech 20 grudnia 2000 roku.
Nowy model ma kabinę przedłużoną o 46 cm i o 13 cm szerszą w porównaniu z BK 117, zachowano natomiast koncepcję dzielonych drzwi bagażnikowych (tylnych) oraz przesuwnych drzwi bocznych. W przedniej części – w stosunku do BK 117 zmieniono wygląd – upodabniając maszynę do mniejszego modelu Eurocopter EC-135. Z BK 117 przejęto konstrukcję wirnika ogonowego. Natomiast nowa konstrukcja wirnika głównego pozwoliła na poprawienie osiągów w locie i obniżenie poziomu hałasu.
Istnieje możliwość wyposażenia śmigłowca w instrumenty pokładowe, umożliwiające loty bez widoczności w trybie IFR w dzień i w nocy, a także nowoczesne systemy awioniki, w tym tzw. "szklany kokpit" (potoczne określenie zintegrowanego systemu Electronic Flight Instrument System (EFIS)), produkcji Thales Avionics, spółki Grupy Thales, o nazwie MEGHAS Flight Control Display System.
Szwajcarskie Służby Ratownictwa Lotniczego (REGA) posługujące się tym modelem, zostały wyposażone, jako pierwsze na świecie służby cywilne, w gogle noktowizyjne. Silnikami zamiast systemu FADEC steruje system VARTOMS (VAriable Rotor speed and TOrque Matching System).
W 2010 roku testowana była wersja maszyny z obudowanym wirnikiem ogonowym typu fenestron, od września 2010 roku trafiła ona do sprzedaży. Śmigłowiec o zmienionej konstrukcji wirnika ogonowego nosi nazwę EC145 T2.

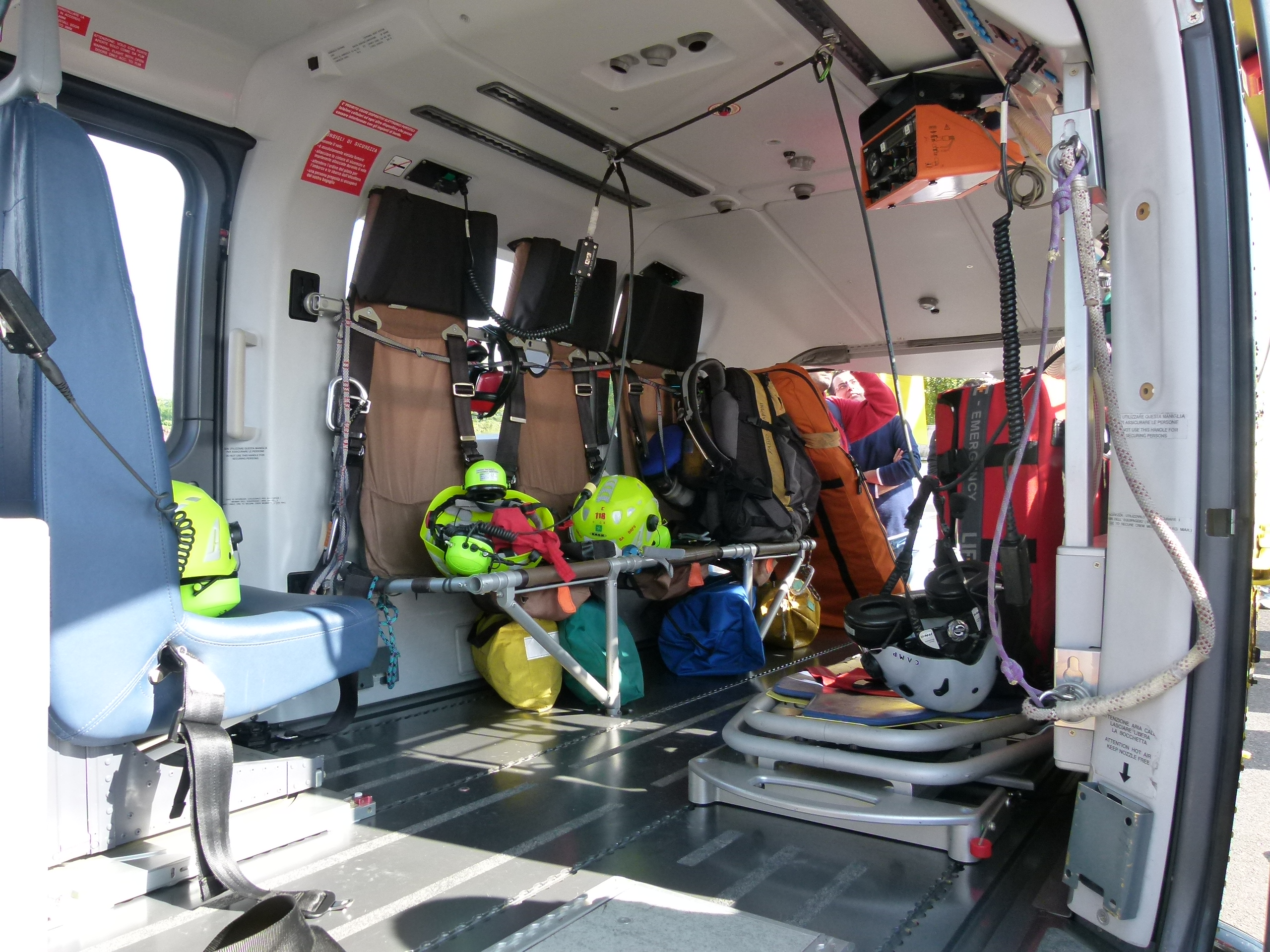
Wnętrze jednej z wersji ratowniczych.

Zależnie od konfiguracji, wersje pasażerskie mogą zabrać na pokład do 11 osób łącznie z załogą (tzw. konfiguracja "high density"; standardowo: 2 członków załogi + 8 pasażerów). Wersje ratownicze (EMS -Emergency Medical Service) zabierają - w zależności od konfiguracji - do 2 pacjentów na noszach i 3 osoby personelu medycznego (wersja ewakuacyjna) wraz z niezbędnym sprzętem. Wersje SAR (Search And Rescue) mogą być wyposażone w zewnętrzną wyciągarkę o udźwigu 272 kg i długości liny 90 m.
27 listopada 2014 r. został oblatany śmigłowiec EC645 T2 zamówiony dla Kommando Spezialkräfte. Ta niemiecka jednostka wojskowa ma dysponować 15 takimi śmigłowcami.